# Profifußball
Profifußball bezeichnet die berufliche Ausübung des Fußballsports (vgl.: Profisport). Sogenannte Amateurspieler dürfen hingegen nur bis zu bestimmten, festgelegten Summen entlohnt werden.

## Allgemein

### Entstehung
Professionellen Fußball gibt es in England seit dem Jahre 1885. Die erste Profimeisterschaft auf dem europäischen Festland wurde in Österreich in der Saison 1924/25 mit zwei Spielklassen ausgetragen. Erster Meister im professionellen Fußballsport außerhalb Großbritanniens wurde die Wiener Hakoah. Abgeschafft wurde die Profimeisterschaft in Österreich nach dem Anschluss an das Deutsche Reich im März 1938. 1949 wurde der Professionalismus in Österreich mit der Einführung der Staatsliga wiedereingeführt. In Deutschland hielt man lange Zeit am Amateurideal fest und erlaubte nur geringe Aufwandsentschädigungen. Als in den 1920er Jahren der Zuschauerzuspruch stark anstieg und die Kassen der Vereine voll waren, wurde mit illegalen „Handgeldern“ versucht, Spieler anderer Vereine abzuwerben oder durch verdeckte Gehaltszahlungen zu halten. Bei den Spitzenvereinen war dies gängige Praxis, aber nur wenige Fälle flogen auf und führten zu Sperren. Große Aufregung gab es im Jahr 1930, als Zahlungen des FC Schalke 04 an zahlreiche Spieler bekannt wurden und zu lebenslangen Sperren durch den DFB führten, die allerdings auf öffentlichen Druck hin ein Jahr später wieder aufgehoben wurden. Da der Profifußball augenscheinlich nicht mehr zu verhindern war, beschloss der DFB auf seinem Bundestag im Oktober 1932 schließlich die Einführung einer professionellen Reichsliga. Die Modalitäten sollten auf einer Sondersitzung im Mai 1933 geklärt werden. Dazu kam es nach der Machtergreifung der Nationalsozialisten im Januar 1933 jedoch nicht.
1949 wurde im Zuständigkeitsbereich des DFB der Vertragsspieler eingeführt, 1963 einhergehend mit der Einführung der Fußball-Bundesliga der Lizenzspieler. Doch waren die meisten Spieler nur so genannte Halbprofis, d. h., sie waren neben dem Fußball weiterhin berufstätig. Der DFB erlaubte ein monatliches Gehalt von maximal 1200 DM, ließ (auf Antrag) jedoch Ausnahmen für Nationalspieler zu, um deren Abgang ins Ausland zu verhindern. Auf Druck der Vereine gab der DFB 1972 die Zahlungen an Spieler im Profibereich schließlich komplett frei.

### Chronologische Entstehung des Profifußballs
- 1885: England[2]
- 1893: Schottland[3]
- 1924: Österreich[4]
- 1925: Tschechoslowakei
- 1926: Ungarn & Italien
- 1928: Spanien
- 1931: Argentinien
- 1932: Uruguay[5], Frankreich[6]
- 1934: Brasilien
- 1954: Niederlande
- 1958: Dänemark
- 1964: Schweden
- 1972: Deutschland[4]
- 1976: Norwegen

## Deutschland

### Männerfußball
Heute gibt es in Deutschland drei Profi-Ligen. Die Bundesliga mit 18 Plätzen, die 2. Bundesliga mit 18 Plätzen und die 3. Liga  mit 20 Plätzen. Wirtschaftlich sind sie wesentlich von den – nach Ligazugehörigkeit gestaffelten – Einnahmen aus dem Fernsehen abhängig. Die 3. Liga, wie sie in England seit den 1920er Jahren üblich ist, gibt es seit der Saison 2008/09. Die Gehälter der Spieler der drei Profi-Ligen reichen aus, um den Sport hauptberuflich zu betreiben: In der 3. Liga liegt das Durchschnittsgehalt bei rund 10.000 Euro im Monat, in der 2. Liga zwischen 7000 und 20.000, in der 1. Liga zwischen 40.000 und 200.000 Euro, wobei einzelne Spieler weitaus höhere Summen erhalten.
Auch in den Regionalligen, die seit 2008 die 4. Liga bilden, sind mehrere Profis angestellt. Diese Ligen werden daher als Halbprofi-Ligen bezeichnet.
Nachdem am Saisonende 2008/09 insgesamt sechs Dritt- und Regionalligisten durch Verweigerung oder freiwillige Rückgabe ihrer Lizenz ausgeschieden waren, einer davon Insolvenz anmeldete, wurde die Frage gestellt, ob die derzeitigen Strukturen in Deutschland vier Profiligen verkraften. Ein Jahr später stellte sich dieselbe Frage erneut, als wiederum fünf Regionalligisten trotz erreichten Klassenerhalts die Lizenz verloren oder freiwillig zurückgaben.

### Frauenfußball
Der Frauenfußball startete in Deutschland fast ausschließlich im Amateurbereich. 1990 wurde die Frauen-Bundesliga als zweigleisige Liga ins Leben gerufen und schon damals als Profifußball eingestuft, blieb jedoch faktisch überwiegend semi-professionell. Erfolge der Nationalmannschaft (z. B. WM-Siege 2003 & 2007) und wachsende mediale Präsenz führten zu einer stärkeren Professionalisierung. Heute gilt die Frauen-Bundesliga als semi-professionell mit einzelnen voll-professionellen Klubs.
Die 2. Frauen-Bundesliga bildet die zweithöchste Spielklasse im deutschen Frauenfußball, wird jedoch nicht als Profiliga geführt, sondern ist offiziell amateurrechtlich organisiert. Die fünf Regionalligen darunter gelten als reine Amateurligen.

#### Finanzen & Gehälter
Laut DFB-Saisonreport 2023/24 stiegen durchschnittliche monatliche Grundgehälter auf rund 4.000 €, ein Plus von knapp 20 % gegenüber dem Vorjahr. Die durchschnittlichen Personalkosten pro Klub beliefen sich auf ca. 2,39 Mio. €. Laut Sportschau-Vergleich liegt der durchschnittliche Verdienst bei etwa 3.500 € monatlich.

#### Professionelle Rahmenbedingungen
Der DFB plant ab 2025/26 ein Mindestgrundgehalt (diskutiert: ca. 2 920 € pro Monat) sowie Vollzeitstellen für Chef- und Co-Trainer, Torwarttrainer, Physiotherapeuten und Athletiktrainer in jedem Klub. Bis 2030/31 sollen 135,8 Mio. € in Infrastruktur und Personalausstattung investiert werden, um die Frauen-Bundesliga zur „besten Liga der Welt“ zu machen.

#### Herausforderungen & Ungleichheiten
Die Ligakosten übersteigen bei vielen Klubs die Einnahmen. 2021/22 lagen Personalkosten (1,63 Mio. €) über den Erträgen (1,42 Mio. €). Deutsche Frauenfußballklubs erhalten deutlich weniger TV- und Werbeeinnahmen als starke Männerligen – vor allem außerhalb der Top-Clubs wie VfL Wolfsburg oder FC Bayern München. 2 % der Spielerinnen verdienen weniger als vorgeschlagene Mindestgehälter und müssen neben dem Fußball arbeiten.

#### Aktuelle Entwicklung & Zukunftsperspektiven
Ab der Saison 2025/26 wird die Liga auf 14 Mannschaften erweitert – mit dem Ziel, die Sichtbarkeit und den Wettbewerb zu erhöhen. FIFPro drängt global auf Mindeststandards und Kollektivverträge im Frauenfußball („Raising Our Game“). Der DFB diskutiert eine Ausgliederung der Frauenliga in einen eigenständigen Ligaverband, analog zur englischen WSL.